# لنکستر (کالیفرنیا)
لنکستر (به انگلیسی: Lancaster) شهری در شهرستان لس‌آنجلس، کالیفرنیا ایالت کالیفرنیا است که در سرشماری سال ۲۰۱۰ میلادی، ۱۵۶۶۳۳ نفر جمعیت داشته است.